# 池田英俊 (仏教学者)
池田 英俊（いけだ えいしゅん、1929年〈昭和4年〉12月19日 - 2004年〈平成16年〉2月4日）は、日本の宗教学者・仏教学者。文学博士（筑波大学）。元旭川大学女子短期大学部学長。北海道和寒町出身。

## 略歴
- 1952年（昭和27年）駒澤大学仏教学部卒業。
- 1959年（昭和34年）北海道大学大学院文学研究科博士課程単位取得満期退学後、同文学部助手
- 1962年（昭和37年）愛知学院大学文学部専任講師
- 1964年（昭和39年）旭川大学女子短期大学部家政科助教授
- 1968年（昭和43年）同家政科教授
- 1979年（昭和54年）旭川大学女子短期大学部学長（ - 1980年）
- 1993年（平成5年）愛知学院大学文学部教授
- 1994年（平成6年）北海学園大学人文学部教授
- 2001年（平成13年）北海学園大学大学院文学研究科教授
- 2004年（平成16年）教員在職中に悪性リンパ腫のため死去[1]

## 研究
専門は宗教学。特に仏教史や日本近代仏教思想史を研究

## 受賞歴
北海道新聞学術文化研究奨励賞（1987年）

## 主著
- 『明治の新仏教運動』（吉川弘文館、1976年）
- 『明治仏教協会・結社史の研究』（刀水書房、1995年）
- 『日本仏教福祉概論』（共著、雄山閣、2001年）
- 『現代仏教 全4巻』（共著、平凡社、2002年）